# Maksímovka (Vladímir)
|  | Per a altres significats, vegeu «Maksímovka». |

Maksímovka (en rus: Максимовка) és un poble de l'óblast de Vladímir, a Rússia, segons el cens del 2010 tenia 40 habitants. Pertany al districte municipal de Mélenki.